# Waterpest
Waterpest (Elodea) is een geslacht uit de waterkaardefamilie (Hydrocharitaceae) dat bestaat uit zoetwaterplanten. De planten zweven in het water. De voor de assimilatie benodigde koolstofdioxide wordt opgenomen van in het water opgelost carbonaat. De planten zijn snelle groeiers. De middelste en bovenste bladen staan in kransen van drie, vier of zes. De bladen zijn eirond tot lancetvormig en hebben een heel fijn getande bladrand.
De vrouwelijke bloemen drijven op het wateroppervlak en zijn met een lange kroonbuis, tot een decimeter lang, met de plant verbonden. De mannelijke bloemen drijven vrij op het wateroppervlak. De planten zijn tweehuizig. In West-Europa zijn van brede waterpest (Elodea canadensis) en smalle waterpest (Elodea nuttalliI) alleen vrouwelijke exemplaren bekend. In Japan is daarentegen van smalle waterpest alleen de mannelijke vorm bekend.

## Voortplanting en voorkomen

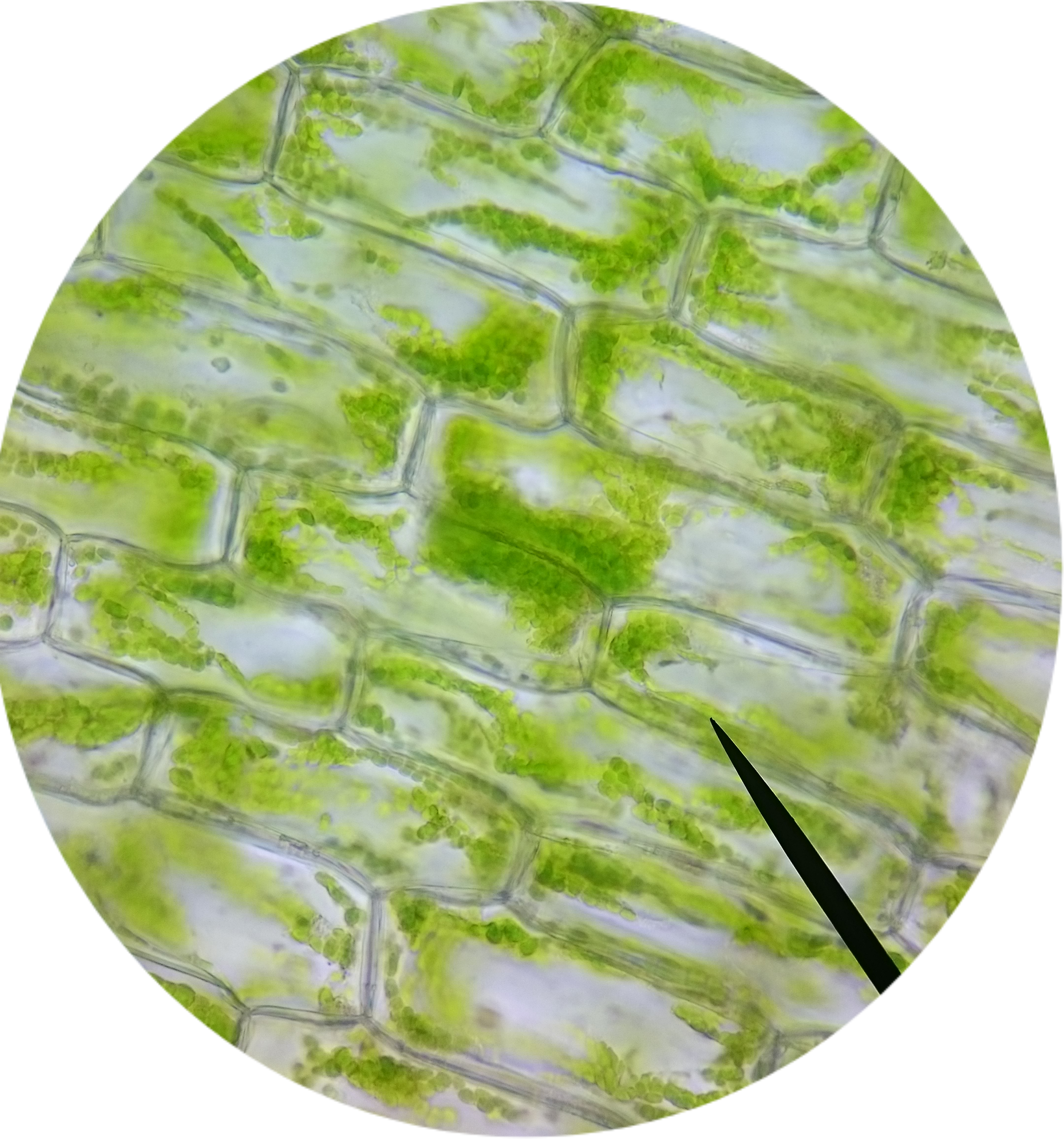
Elodea-bladcellen waargenomen met een lichtmicroscoop, 40x objectieflens en 16x oculairlens. Totale vergroting: 640.

In de Benelux komen brede waterpest en smalle waterpest voor. Beide soorten zijn hier neofyten en komen oorspronkelijk uit Noord-Amerika. 
Aanvankelijk was in Europa alleen brede waterpest bekend. Vanaf 1820 was de soort in het Verenigd Koninkrijk bekend en rukte als invasieve soort vanaf 1835 snel op door heel Europa, geholpen door botanici die de plant uitzetten om haar groeikracht te kunnen bewonderen. Brede waterpest breidde zich explosief uit en zorgde voor verstopte watergangen. Later is smalle waterpest ontsnapt uit aquaria. De eerste waarneming in België dateert van 1939 en in Nederland van 1941. Brede waterpest gaat in Nederland inmiddels achteruit. Verondersteld wordt dat de soort verdrongen wordt door smalle waterpest. Maar het kan ook zijn dat de oorzaak van de achteruitgang gelegen is in het steeds voedselrijker worden van het oppervlaktewater. Smalle waterpest is hier namelijk beter tegen bestand.
In Europa is ook een derde soort waterpest opgedoken: sterrenkrooswaterpest (Elodea callitrichoides). In de Benelux is deze soort alleen uit het westen van Belgisch Brabant bekend en is ook daar zeer zeldzaam. Wel wordt deze plant als ingeburgerd beschouwd in Zuid-Duitsland, Oost- en Noord-Frankrijk en Zuid-Engeland.
Inmiddels ontsnappen er nieuwe soorten uit aquaria en vijvers, waarvan Egeria densa veel op waterpest lijkt. Ook Lagarosiphon major (verspreidbladige waterpest) komt voor in de Europese wateren. 

## Invasieve uitheemse soort
Zowel Elodea nuttallii als Lagarosiphon major zijn opgenomen op de lijst van invasieve uitheemse soorten die zorgwekkend zijn voor de Europese Unie.  Tegenwoordig is de verkoop en kweek van deze waterplant dan ook verboden.

## Gebruik
Waterpest wordt veel toegepast in aquaria en vissenkommen om het water van zuurstof te voorzien.
Omdat waterpest gemakkelijk groeit, kan ze eenvoudig gebruikt worden voor experimenten: zo is het met een omgekeerde trechter boven de plant mogelijk de zuurstofbelletjes op te vangen die geproduceerd worden in het zonlicht. Met vuur, bijvoorbeeld met een gloeiende houtspaander, kan de zuurstof worden aangetoond. Als de plant in het donker wordt gezet, zal ze stoppen met belletjes produceren.